# Loriformes
Loriformes ou Lorisiformes é um grupo de primatas encontrados em toda a África e a Ásia. De tamanho pequeno ou médio, apresentam olhos grandes e frontais, adaptados a seus hábitos arborícolas e noturnos. Os membros desta infraordem são os galagos e os lóris. Como estrepsirrinos, são relacionados aos lêmures e aie-aie, mas atualmente o aie-aie está mais próximo aos lêmures, ou representa uma forma ancestral aos lemuriformes e às espécies de loriformes. É composta de duas famílias, 8 gêneros e 28 espécies. 

## Taxonomia
- Infraordem Loriformes
  - Família Galagidae
    - Gênero Otolemur
    - Gênero Euoticus
    - Gênero Galago

  - Família Lorisidae
    - Subfamília Perodicticinae
      - Gênero Arctocebus
      - Gênero Perodicticus
      - Gênero Pseudopotto

    - Subfamília Lorinae
      - Gênero Loris
      - Gênero Nycticebus